# Stepan Dmitrijewitsch Ersja

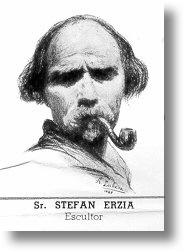
Stepan Ersja

Stepan Dmitrijewitsch Ersja (Pseudonym, wirklicher Familienname: Nefjodow; russisch Степа́н Дми́триевич Э́рьзя/Нефёдов; * 27. Oktoberjul. / 8. November 1876greg. im Dorf Bajewo bei Alatyr; † 24. November 1959 in Moskau) war ein russischer Bildhauer.

## Leben
Ersja stammte aus einer Ersjanisch sprechenden Bauernfamilie. Er besuchte die Schule der Kirchengemeinde, und 1892 zog die Familie nach Alatyr um. Die erste künstlerische Ausbildung erhielt er in Ikonenwerkstätten in Alatyr und 1893–1897 in Kasan, wo er in Dörfern und Städten an der Wolga Kirchen ausmalte. Auch besuchte er die Kunstschule in Kasan.
1902–1906 studierte Ersja an der Moskauer Hochschule für Malerei, Bildhauerei und Architektur Bildhauerei bei S. M. Wolnuchin und Paolo Troubetzkoy. Anschließend lebte er 1906–1914 in Italien und Frankreich und schuf die Skulpturen Tosca (1908), Gefängnisgeistlicher, Die letzte Nacht (1909), Steinzeit (1911) und Marta (1912). Er beteiligte sich an der Weltausstellung Mailand 1906 und an der Biennale di Venezia 1909, wodurch er internationale Anerkennung fand.
Ersja begrüßte die Oktoberrevolution und schloss sich dem Plan der monumentalen Propaganda an. Auf der Suche nach neuen Materialien und besseren Arbeitsbedingungen und mit dem Wunsch, einer neuen Generation die Bildhauerei zu lehren, ging er aufs Land, so dass er 1918–1921 im Ural im Dorf Mramorskoje bei Polewskoi und in Jekaterinburg lebte. 1921 ließ er sich in Noworossijsk nieder, später in Batumi und 1923 in Baku. Er schuf Denkmäler in Jekaterinburg, einen Lenin in Batumi (1922) und den Skulpturenschmuck am Haus der Bergarbeiter-Union in Baku (1923) sowie den Gefangenen (1920) und die Opfer der Revolution 1905, und er arbeitete an der monumentalen Skulptur Volkstribun. Allerdings verspürte Ersja den steigenden Einfluss der Politik auf die Kunst und fühlte sich durch die Forderung der Kritiker behindert, dass die Kunst im Geiste des revolutionären Positivismus dem Aufbau einer neuen Welt dienen sollte.
Auf Anraten A. W. Lunatscharskis reiste Ersja im Herbst 1926 nach Paris mit dem Auftrag, eine persönliche Ausstellung durchzuführen. Allerdings blieb er dort ein halbes Jahr, um auch noch an der Ausstellung Die Welt der Kunst der Société des Artistes Indépendants teilzunehmen. Beide Ausstellungen waren erfolgreich und verschafften ihm beträchtliche Mittel, so dass er die Einladung zu einer Ausstellung in Montevideo annahm und 1927 mit 30 seiner Arbeiten nach Argentinien reiste.
Ersja lebte und arbeitete in Buenos Aires und führte dort sogleich eine persönliche Ausstellung durch, in der er sowohl seine revolutionären Arbeiten, beispielsweise Die Erschießung, als auch Frauenakte, beispielsweise Leda und der Schwan, vorstellte. Er erhielt eine hohe Aufmerksamkeit in der argentinischen Öffentlichkeit durch seine Kunst und seine Probleme mit der neuen Macht in Russland, und insbesondere die Deutsche La Plata Zeitung stellte die Eigenständigkeit und Unabhängigkeit seiner Kunst heraus. Er benutzte erstmals südamerikanische Hölzer für seine Skulpturen. Er war in den Wäldern des Gran Chaco und in der Provinz Misiones, wo er besonders wertvolle Hölzer bearbeitete (Algarrobo, Gonçalo Alves, Quebracho). Auch entwickelte er Projekte zur Umwandlung von Bergen in Gebirgen zu Denkmälern für bedeutende Personen der Geschichte, die mangels Finanzierung nicht realisiert wurden.
1950 erhielt Ersja die Rückkehrgenehmigung der UdSSR-Regierung, so dass er 1951 mit seinen 180 Skulpturen aus Holz, Gips, Bronze und Marmor (mit einem Gesamtgewicht von 175 Tonnen) in seine Heimat zurückkehrte. Die Verwaltung stellte ihm ein Atelier in Moskau zur Verfügung. Dort unterhielt er eine ständige Ausstellung seiner Arbeiten, vor der sich lange Besucherschlangen bildeten.
Ersja fand sein Grab in Saransk, der Hauptstadt seiner Heimatrepublik Mordwinien.
Ersjas Werke befinden sich größtenteils im Ersja-Museum in Saransk. In seinem Geburtsort Bajewo ist sein Geburtshaus ein Museum. Nach ihm wurden ein Boulevard in Saransk, eine Straße in Ardatow und eine Kunstschule in Noworossijsk benannt. Es gibt auch eine Gedenktafel für Stepan Ersja in Moskau.

## Ehrungen
- Orden des Roten Banners der Arbeit (1956)